# Басри, Таха
Таха Басри Бекхейт Мохтар (араб. طه البصري بخيت مختار‎; 2 октября 1946, Аль-Джабаль аль-Асфар, Кальюбия — 2 апреля 2014, Каир) — египетский футболист и футбольный тренер, играл на позиции полузащитника.

## Биография

### Клубная карьера
Басри начинал карьеру в клубе «Замалек», в котором стал одним из ключевых игроков и отыграл за него пять сезонов. В 1970 году переехал в Кувейт и подписал контракт с клубом «Аль-Араби». В составе «Аль-Араби» он отыграл четыре сезона, выиграл в 1970 году чемпионат Кувейта, а в следующему году Кубок эмира.
В 1974 году Басри вернулся в Египет и присоединился к клубу «Замалек», с которым выиграл чемпионский титул в 1978 году, а также два Кубка Египта в 1975 и 1977 годах.

### Карьера в сборной
В составе сборной Египта Басри принимал участие на трёх Кубках африканских наций (1970, 1974, 1976), став в 1970 и 1974 году бронзовым призёром в составе сборной. Всего за сборную Египта сыграл 34 матча, в которых забил 9 голов.

### Тренерская карьера
В 1987 году Басри возглавлял юношескую сборную Египта на чемпионате мира среди юношей, на котором «фараоны» не вышли из группы.
Он работал в качестве главного тренера с египетскими командами «ЕНППИ» (2001—2006), «Эраб Контракторс» (2006—2007), «Исмаили», «Аль-Иттихад» (2008—2009), «Петроджет» (2011—2012).

### Смерть
Басри находился в отделении реанимации и интенсивной терапии в Международном медицинском центре (Каир), куда был переведён после операции трахеостомии. Он впал в кому и скончался 2 апреля 2014 года в возрасте 68 лет.

## Достижения
Аль-Араби (Эль-Кувейт)
- Чемпион Кувейта (1): 1969/70
- Обладатель Кубка эмира Кувейта[англ.] (1): 1970/71

«Замалек»
- Чемпион Египта (1) : 1977/78
- Обладатель Кубка Египта (2) : 1974/75, 1976/77